# Ancylonotopsis albomarmoratus
Ancylonotopsis albomarmoratus är en skalbaggsart som först beskrevs av Stefan von Breuning 1938.  Ancylonotopsis albomarmoratus ingår i släktet Ancylonotopsis och familjen långhorningar.
Artens utbredningsområde är Ghana. Inga underarter finns listade i Catalogue of Life.